# Tribologia
La tribologia és la ciència que estudia la fricció, el desgast i la lubricació de superfícies en contacte. El terme deriva de la paraula grega tribos, "fregar", i és usat universalment des de finals del segle xx.
Per a entendre a la tribologia cal coneixements de física, de química i de la tecnologia de materials. Les tasques de l'especialista en tribologia (tribòleg) són les de reduir la fricció i desgast per a conservar i reduir energia, assolir moviments més ràpids i precisos, incrementar la productivitat i reduir el manteniment.

## La tribologia com a ciència
Abans del naixement de la tribologia com ciència es pensava en el terme lubricació o enginyeria de lubricació. No s'havia generalitzat la disminució de la fricció i el desgast com pràctiques quotidianes. Amb la tribologia com ciència s'estudia la fricció i els seus efectes associats, com el desgast, tractant de prevenir-los amb millors dissenys i pràctiques de lubricació. Presa en compte, entre altres aspectes de la maquinària industrial, els següents: 
- El disseny
- Els materials de les superfícies en contacte
- El sistema d'aplicació del lubrificant
- El mitjà circumdant
- Les condicions d'operació

## Fonaments de la tribologia
La Tribologia se centra en l'estudi de tres fenòmens: 
1. la fricció entre dos cossos en moviment
2. el desgast com a efecte natural d'aquest fenomen
3. la lubricació com un mitjà per a evitar el desgast.

### Fricció
La fricció es defineix com la resistència al moviment durant el lliscament o rodament que experimenta un cos sòlid al moure's sobre un altre amb el qual està en contacte. Aquesta resistència al moviment depèn de les característiques de les superfícies. Una teoria explica la resistència per la interacció entre punts de contacte i la penetració de les asprors. La fricció depèn de 
- - i) la interacció molecular (adhesió) de les superfícies
  - ii) la interacció mecànica entre les parts.

La força de resistència que actua en una adreça oposada a la direcció del moviment es coneix com a força de fricció. Existeixen dos tipus principals de fricció: fricció estàtica i fricció dinàmica. La fricció no és una propietat del material, és una resposta integral del sistema.
Les dues lleis bàsiques de la fricció s'han conegut des de fa un bon temps: 
- 1) la resistència de fricció és proporcional a la càrrega
- 2) la fricció és independent de l'àrea de lliscament de les superfícies.

Vegeu l'article «fricció» per ampliar-ne la informació.

### Desgast

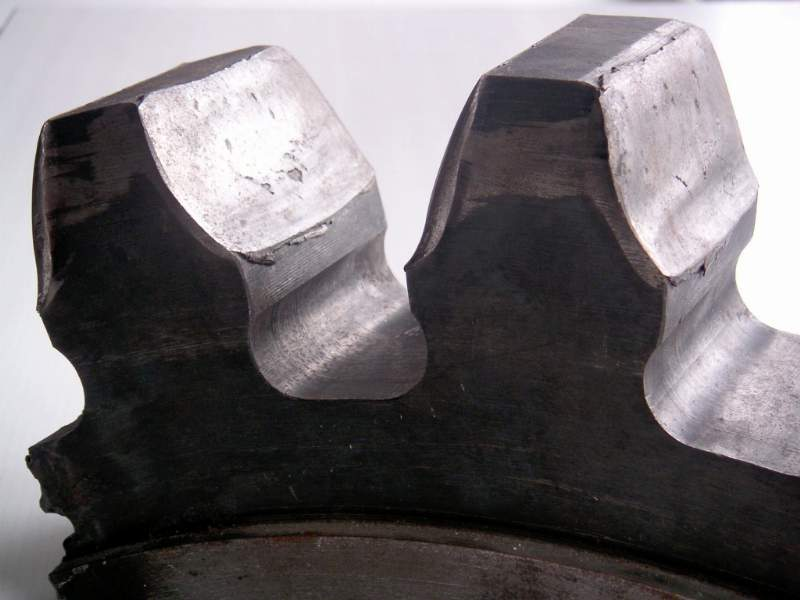
Desgastament a les dents d'un engranatge.

El desgast és el dany de la superfície per remoció de material d'una o ambdues superfícies sòlides en moviment relatiu. És un procés en el qual les capes superficials d'un sòlid es trenquen o es desprenen de la superfície. Igual que la fricció, el desgast no és solament una propietat del material, és una resposta integral del sistema. Les anàlisis dels sistemes han demostrat que 75% de les falles mecàniques es deuen al desgast de les superfícies en fregament. Es deduïx fàcilment que per a augmentar la vida útil d'un equip s'ha de disminuir el desgast al mínim possible.
1. Desgast per fatiga. Sorgeix per concentració de tensions majors a les quals pot suportar el material, inclou les dislocacions, formació de cavitats i esquerdes.
2. Desgast abrasiu. És el dany per l'acció de partícules sòlides presents en la zona del fregament.
3. Desgast per erosió. És produït per un corrent de partícules abrasives, molt comuna en turbines de gas, tubs d'escapi i de motors.
4. Desgast per corrosió. Originat per la influència del medi ambient, principalment la humitat, seguit de l'eliminació per abrasió, fatiga o erosió, de la capa del compost format. A aquest grup pertany el Desgast per oxidació. Ocasionat principalment per l'acció de l'oxigen atmosfèric o dissolt en el lubrificant, sobre les superfícies en moviment.
5. Desgast per fregament. Aquí es conjuguen les quatre formes de desgast, en aquest cas els cossos en moviment tenen moviments d'oscil·lació d'una amplitud menys de 100 μm. Generalment es dona en sistemes ensamblats.
6. Desgast adhesiu. És el procés pel qual es transfereix material d'uns a altres superfície durant el seu moviment relatiu, com a resultat de soldat en fred en punts d'interacció d'asprors, en alguns casos part del material després regressa a la seva superfície original o s'allibera en forma d'encenalls o rebaba.

### Lubricació
El lliscament entre superfícies sòlides es caracteritza generalment per un alt coeficient de fricció i un gran desgast a causa de les propietats específiques de les superfícies. La lubricació consisteix en la introducció d'una capa intermèdia d'un material aliè entre les superfícies en moviment. Aquests materials intermedis es denominen lubrificants i la seva funció és disminuir la fricció i el desgast. El terme lubrificant és molt general, i pot estar en qualsevol estat material: líquid, sòlid, gasós i fins i tot i semisòlid o pastós.